# Jean Gagné (catch)
Pour les articles homonymes, voir Gagné.
Jean Gagné (né le 19 juillet 1947 à Québec et mort le 21 octobre 2016 dans la même ville) est un catcheur et manager canadien francophone, il est plus connu sous le nom de Frenchy Martin.
Durant ses années à la World Wrestling Federation dans les années 1980 puis comme manager de Dino Bravo. Gagné commence sa carrière au Canada, à la Stampede Wrestling, et à la fédération de Puerto Rico la World Wrestling Council. En 1990, Gagné quitte la WWF.

## Canada et Porto Rico
Avant de devenir catcheur, Jean Gagné travaille à Québec comme videur. Il se lie d'amitié avec Michel Vigneault qui va devenir catcheur sous le nom de Michel Martel (en),.
Jean Gagné commence sa carrière en 1971 au Québec et dans la fédération de Stu Hart, la Stampede Wrestling. Par la suite, il lutte dans diverses fédérations du Canada sous le nom de Don Gagne.
En 1975, il forme avec Michel Martel (en) l'équipe The Mercenaries d'abord au Canada avant d'aller à Porto Rico à Capitol Sports Promotions,. Ils sont alors des heels et se présentent comme étant des frères. Ils y remportent une fois le championnat par équipes d'Amérique du Nord qu'il vont détenir du 8 mars jusqu'au 2 août 1975. Ils sont aussi les rivaux d'Invader #1 et Invader #2 durant cette période.

## World Wrestling Federation
En août 1987, il débute à la WWF, sous le nom de M.T. Frenchy Martin et manager de Bravo face à Brutus Beefcake et Greg Valentine, connu sous le nom de The Dream Team. Durant son alliance avec Bravo, Martin utilise souvent la phrase "USA is not OK". En mars 1988, il manage Bravo à WrestleMania IV dans son match face à Don Muraco.

## Manager
- Abdullah the Butcher
- Dino Bravo
- Jos Leduc
- Les Justiciers (Dave Le Justicier & Dave Le Justicier Jr.)

## Palmarès
- Atlantic Grand Prix Wrestling
  - AGPW International Heavyweight Championship (2 fois)
- Lutte Internationale
  - Canadian International Tag Team Championship (2 fois) - avec Pierre Lefebvre
- NWA Mid-Pacific Promotions
  - NWA Pacific International Championship (1 fois)
- NWA New Zealand
  - NWA British Empire/Commonwealth Championship (New Zealand version) (1 fois)
- Trans-Canada Wrestling
  - IW North American Heavyweight Championship (1 fois)
- Stampede Wrestling
  - NWA International Tag Team Championship (Calgary version) (1 fois) - avec Ripper Collins** Stampede North American Heavyweight Championship (2 fois)
- World Wrestling Council
  - WWC Caribbean Heavyweight Championship (2 fois)
  - WWC North American Heavyweight Championship (3 fois)
  - WWC North American Tag Team Championship (4 fois) - avec Michel Martel (1), Jean Martel (1), Rick Martel (1) et Mr. Fuji (1)
  - WWC World Tag Team Championship (4 fois) - avec Huracán Castillo (1), Invader I (1), Gino de la Serra (1) et Gran Apolo (1)